# Chris Jericho's Rock 'N' Wrestling Rager at Sea
Chris Jericho's Rock 'N' Wrestling Rager at Sea es una serie de experiencias en crucero organizado por el luchador profesional, músico, autor y actor Chris Jericho. La experiencia incluye eventos de lucha libre profesional, conciertos musicales, comedias y pódcast. El crucero original tuvo lugar en octubre de 2018. 
Dos meses después, Jericho confirmó que habría un segundo crucero en 2020. Jericho se asoció con Ring of Honor para celebrar el evento de lucha libre del crucero en 2018 y se asociará con All Elite Wrestling para su crucero en 2020.

## Famosos invitados
| - Craig Gass - Brad Williams - Sal Vulcano and Brian Quinn - Fozzy - Kyng - Phil Campbell and The Bastdard Sons - The Stir - Shoot to Thrill - Blizzard de Ozzy | - Talk is Jericho - Busted Open Radio (Dave LaGreca & Bubba Ray Dudley) - Keepin It 100 Podcast (Konnan, Disco Inferno & Hurricane Helms) - Killing the Town Podcast (Cyrus & Paul Lazenby) - Unprofessional Wrestling Shows (Colt Cabana & Marty DeRosa) - Jim Ross - Jerry Lawler - Diamond Dallas Page - Ricky Steamboat - Mick Foley - Raven - Rey Mysterio - Noelle Foley - Pat Patterson - James Ellsworth |

## Resultados

### 2018
Chris Jericho's Rock 'N' Wrestling Rager at Sea: Sea of Honor tuvo lugar el 27 a 31 de octubre de 2018 desde el Norwegian Jade en Miami, Florida a Nassau, Bahamas.

### 2020
Chris Jericho's Rock 'N' Wrestling Rager at Sea Part Deux: Second Wave tuvo lugar el 20 a 24 de enero de 2020 desde el Norwegian Pearl en Miami, Florida a Nassau, Bahamas. Se confirma que la empresa All Elite Wrestling (AEW) están colaborando con el evento.

#### Resultados
- The Elite (Kenny Omega & "Hangman" Adam Page) derrotaron a SoCal Uncensored (Frankie Kazarian & Scorpio Sky) y ganaron el Campeonato Mundial en Parejas de AEW.
  - Page cubrió a Kazarian después de un «V-Trigger» de Omega seguido de un «Buckshot Lariat».
  - Después de la lucha, The Young Bucks (Matt Jackson & Nick Jackson) celebró con los demás miembros de The Elite.
- Dr. Britt Baker D.M.D. derrotó a Priscilla Kelly.
  - Baker forzó a Kelly a rendirse con un «Lockjaw».
- The Inner Circle (Chris Jericho, Santana & Ortiz) (con Jake Hager) derrotaron a Jurassic Express (Jungle Boy, Luchasaurus & Marko Stunt).
  - Jericho cubrió a Stunt después de un «Judas Effect».
  - Durante la lucha, Hager interfirió a favor de The Inner Circle.
- MJF derrotó a Joey Janela.
  - MJF cubrió a Janela después de un «Cross Rhodes».
  - Durante la lucha, Kip Sabian y Penelope Ford interfieron en contra de Janela.
- Jon Moxley derrotó a PAC y ganó una oportunidad por el Campeonato Mundial de AEW.
  - Moxley cubrió a PAC después de un «Paradigm Shift».